# Twister (film 1996)
Twister è un film del 1996 diretto da Jan de Bont.
Basato su un'idea di Michael Crichton e Anne Marie-Martin, vede un ampio uso di effetti speciali per l'epoca molto avanzati.

## Trama
Oklahoma, giugno 1969. Un devastante tornado di categoria F5 investe improvvisamente la fattoria della famiglia Thornton. Questi riescono appena in tempo a raggiungere il rifugio, ma la potenza del vento è tale da distruggere la porta del rifugio e la piccola Jo, di cinque anni, assiste impotente alla morte del padre, risucchiato dal tornado.
Molti anni dopo, nel 1996, Jo è diventata una meteorologa e una cacciatrice di tempeste e insieme alla sua squadra si prepara a sperimentare un innovativo strumento in grado di studiare la struttura interna dei tornado. Lo strumento, battezzato La piccola Dorothy, è stato progettato dall'ex marito di Jo, Bill Harding, un membro della squadra di Jo, che ha deciso di abbandonare la vita del cacciatore per cercare un'esistenza più stabile e lavora ora come meteorologo in televisione. Bill, che ha bisogno di formalizzare il divorzio per poter sposare la sua attuale fidanzata, la psicologa Melissa Reeves, raggiunge Jo e la sua squadra per firmare i documenti necessari; di fronte alla prospettiva di un'eccezionale serie di tempeste e alla possibilità di sperimentare Dorothy, tuttavia, Bill decide di partecipare all'ambizioso progetto di Jo, ovvero inserire Dorothy all'interno di un tornado.
La squadra dovrà vedersela anche con Jonas Miller, un cacciatore e vecchia conoscenza di Bill e Jo, che ha copiato Dorothy realizzandone una versione altamente tecnologica e spacciandola per una propria invenzione. La squadra individua un primo tornado, un F2, ma durante la caccia sia il fuoristrada di Jo che Dorothy finiscono distrutti. La caccia prosegue dunque sul fuoristrada di Bill. Successivamente, i cacciatori si imbattono in uno sciame di tornado di potenza F3 che, tuttavia, si dissolve prima che possano lanciarvi dentro Dorothy II.
La squadra fa uno scalo presso la città di Wakita, dove vive la zia di Jo, Meg. Successivamente, la caccia riprende con l'inseguimento di un tornado F3 così instabile che la squadra fatica a individuarlo; Bill e Jo cercano di azionare Dorothy II, ma la macchina finisce distrutta a causa dell'imprudenza di Jo che, ignorando gli avvertimenti di Bill, si avvicina troppo al vortice. Bill, frustrato, rinfaccia a Jo la sua ossessione per i tornado ricordandole che, per quanto possa avvicinarsi e per quanto possa rischiare la pelle, non potrà riportare in vita suo padre e la esorta a guardare avanti, svelando di amarla ancora.
Il viaggio prosegue e la squadra decide di far tappa a un drive-in. Durante la notte, un tornado F4 si abbatte senza alcun preavviso sul drive-in, radendolo al suolo. Melissa, spaventata, decide di andarsene e lasciare Bill, anche perché consapevole dei sentimenti che lui ancora prova per Jo. Nel frattempo, giunge la notizia che il tornado ha investito anche Wakita e la squadra vi si precipita giusto in tempo per salvare Meg e il suo cane Moose dalle macerie della sua casa.
La mattina dopo, la squadra scopre che un tornado di eccezionale potenza, un F5, si è formato a circa venticinque miglia da Wakita. Bill e Jo riescono a piazzare Dorothy III dinnanzi al percorso del tornado, ma lo strumento viene spazzato via ancor prima di entrare nel vortice e i due riescono a malapena a sfuggire ai detriti scagliati dal tornado; assistono, inoltre, alla morte di Jonas Miller e del suo autista, risucchiati dalla tromba d'aria.
Jo e Bill, resisi conto che Dorothy è troppo leggera per poter raggiungere l'interno del vortice, decidono di fare un ultimo tentativo lanciando nel tornado l'ultima Dorothy rimasta usando il fuoristrada come zavorra. L'idea ha successo: la squadra festeggia mentre i computer ricevono i dati che i sensori di Dorothy IV inviano sulla struttura del tornado. I festeggiamenti hanno però vita breve: infatti, il tornado cambia bruscamente rotta, puntando dritto su Bill e Jo. I due scappano a piedi in una fattoria vicina e riescono avventurosamente a scampare al passaggio della tromba d'aria.
Il tornado si dissolve subito dopo essere passato su Bill e Jo e i due, galvanizzati dal successo di Dorothy e dall'intera esperienza, decidono di rimettere in piedi il loro matrimonio.

## Colonna sonora
La colonna sonora è stata curata dal compositore Mark Mancina, per i brani orchestrali, e il gruppo rock Van Halen, che ha inciso il singolo Humans Being e lo strumentale Respect the Wind che appare nei titoli di coda. In alcune scene del film si possono ascoltare anche le note di Child in Time, nota canzone della rock band Deep Purple.

## Promozione
(Tagline del film.)

## Accoglienza

### Incassi
Costato 92 milioni di dollari, ne ha incassati quasi 495 milioni. È stato il secondo film di maggiore incasso globale del 1996, dietro soltanto a Independence Day.

### Critica
Anche se il film ricevette critiche miste, il pubblico ne ha elogiato gli effetti speciali. Sull'aggregatore Rotten Tomatoes il film ha un indice di gradimento del 63% basato su 71 recensioni con un voto di 6,1 su 10. Su Metacritic il film ha un punteggio di 68 su 100 basato su 17 recensioni "generalmente favorevoli". CinemaScore diede al film un voto "A-" in su una scala da A+ a F-, mentre il critico Roger Ebert diede al film 2 stelle e mezzo su 4 dicendo: «Vuoi vedere un film spettacolare, catastrofico e sciocco? Twister fa per te. Vuoi ragionarci sopra? Pensaci due volte prima di vederlo.»

## Riconoscimenti
- 1997 - Premio Oscar
  - Nomination Miglior sonoro a Steve Maslow, Gregg Landaker, Kevin O'Connell e Geoffrey Patterson
  - Nomination Migliori effetti speciali a Stefen Fangmeier, John Frazier, Habib Zargarpour e Henry LaBounta
- 1997 - Premio BAFTA
  - Migliori effetti speciali a Stefen Fangmeier, John Frazier, Habib Zargarpour e Henry LaBounta
- 1997 - Saturn Award
  - Nomination Miglior film d'azione/di avventura/thriller
  - Nomination Miglior attore protagonista a Bill Paxton
  - Nomination Miglior attrice protagonista a Helen Hunt
  - Nomination Migliori effetti speciali a Stefen Fangmeier, John Frazier, Habib Zargarpour e Henry LaBounta
- 1997 - MTV Movie Award
  - Miglior sequenza d'azione (La scena del fuoristrada attraverso i detriti della fattoria)
  - Nomination Miglior performance femminile a Helen Hunt
- 1997 - Satellite Award
  - Nomination Migliori effetti speciali a Stephen Fangmeier
- 1997 - Razzie Awards
  - Peggior sceneggiatura per un film che ha incassato più di 100 milioni di dollari
  - Nomination Peggior attrice non protagonista a Jami Gertz
- 1997 - Nickelodeon Kids' Choice Awards
  - Nomination Film preferito
- Stinkers Bad Movie Awards
  - Nomination Peggior film
  - Peggior sceneggiatura per un film che ha incassato più di 100 milioni di dollari
  - Peggior attrice non protagonista a Jami Gertz